# Софія Лазовська
Софія Лазовська (нар.11 січня? / 23 січня 1892, Вінниця — 5/6 березня, 1920, Вінниця) — діячка Польської організації військової. Дама ордена Virtuti Militari.

## Біографія
Народилася в родині Юзефа та Броніслави, уродженої Могрулець. Випускниця середньої школи. У Кракові навчалася малювання, а у Варшаві — садівництва. З 1915 року діячка таємних організацій. З весни 1919 року учасниця Польської організації військовії.
«На початку 1920 року її разом з іншими учасниками організації заарештувала більшовицька влада і після слідства розстріляла у Вінниці. Похований на місцевому кладовищі.».

## Ордени та нагороди
- Срібний хрест Військового ордена Virtuti Militari № 7928 — посмертно[1]
- Хрест Незалежності[1]